# 말토덱스트린
말토덱스트린(Maltodextrin)은 화학식 C6nH(10n+2)O(5n+1)을 갖는 다당류로서 음식 재료로 사용된다. 채소 녹말로부터 부분 가수분해에 의해 생성되며 보통 백색 흡습성 건조 가루로서 발견된다. 말토덱스트린은 쉽게 소화가 가능하며 글루코스만큼 빠르게 흡수되며 약간의 단맛이 나거나 거의 맛이 없는 정도이다. 다양한 가공 음식의 재료로서 볼 수 있다.

## 같이 보기
- 말토스
- 말토트라이오스